# Illyés Géza (orvos)
Sófalvi Illyés Géza (Marosvásárhely, 1870. május 24. – Budapest, 1951. augusztus 6.) orvos, urológus, sebész, katonaorvos. A magyar urológia és urológiai sebészet úttörő alakja, nemzetközi viszonylatban is elismert, kiemelkedő személyisége volt. Személyében tisztelik Magyarországon az első urológiai klinika alapítóját (1920) és az urológia tárgykör első egyetemi tanárát. 1936-tól a Magyar Tudományos Akadémia levelező, 1943-tól rendes tagja volt. Ballagi Mór (1815–1891) nyelvész, teológus unokája, Ballagi Géza (1851–1907) jogász és Ballagi Aladár (1853–1928) történész unokaöccse.

## Élete
Az erdélyi nemesi származású sófalvi Illyés család sarja. Édesapja, sófalvi Illyés Károly (1835–1910), kúriai bíró, az Osztrák Császári Lipót-rend lovagja, édesanyja Ballagi Jozefin (1849–1923), apai nagyszülei sófalvi Illyés István (1810–1892) és Zsombori Amália (1816–1870), anyai nagyszülei Ballagi Mór (1815–1891) teológus, nyelvész, királyi tanácsos és kisrákói- királylehotai Lehóczky Ida (1826–1897) voltak. Két fivére és egy leánytestvére volt: Illyés Endre (1872–1957), pénzügyi tanácsos, Illyés Zoltán (1882–1906), huszárhadnagy és Illyés Erzsébet (1879–1962), dr. Fromm Lajos, ügyvéd, kormányfőtanácsos felesége.
Több felsőoktatási intézményben, a Budapesti Tudományegyetemen, a berlini Frigyes Vilmos Egyetemen és a párizsi Sorbonne-on folytatott orvosi tanulmányokat. Oklevelét végül 1893-ban a budapesti egyetemen szerezte meg. 1894–1895-ben az egyetem II. számú belklinikáján dolgozott gyakornokként, majd 1895–1898 között az I. számú sebészeti klinikán volt műtőnövendék. 1898-ban a fővárosi egyetemen általános sebészi szakképesítést szerzett, s még ugyanattól az évtől második tanársegédként, 1900-tól első tanársegédként dolgozott az I. számú sebészeti klinikán.
1903-ban kinevezték az intézmény urológiai ambulanciájának és fekvőrészlegének vezetőjévé, s az osztály munkáját 1905-ig irányította. 1904-ben az egyetem magántanáraként az urológiai sebészet előadója lett. 1905-től 1913-ig a fővárosi Apponyi Albert Poliklinika (ma Szövetség utcai kórház) sebészeti osztályának főorvosa volt. 1913-tól a Szent Rókus Központi Közkórházban mint az urológiai sebészeti osztály főorvosa végzett gyógyítótevékenységet. 1914-től már mint címzetes nyilvános rendkívüli tanár oktatott a fővárosi egyetemen, de az első világháború során tanári és közorvosi tevékenységét katonaorvosi szolgálattal váltotta fel.
1915–1916-ban a Gyáli úti Honvéd Helyőrségi Kórház sebészeti vezetője volt, majd az olasz frontra került, ahol 1916–1917-ben a levicói sebészeti tartalékkórház parancsnokaként tevékenykedett. 1917-ben visszakerült a magyar fővárosba, és 1918-ig főtörzsorvosi rangban teljesített szolgálatot a Hold utcai hadikórház parancsnokaként. 1918-ban visszatért polgári tevékenységéhez, a kórházi gyógyítótevékenységhez és az egyetemi katedrára. 1920-ban a Szent Rókus Kórház negyvenágyas urológiai osztályából megszervezte és megalapította Európa második, Magyarország első urológiai klinikáját, amely szervezetileg a Pázmány Péter Tudományegyetem klinikai hálózatához tartozott (mai neve SOTE Urológiai Klinika). Ettől az évtől mint az urológia nyilvános rendes tanára, egészen 1941. évi nyugdíjazásáig a klinika vezetésének és az orvosképzésnek szentelte magát.

## Munkássága
Kovács József és Dollinger Gyula tanítványaként az urológiai diagnosztika és sebészet, valamint a belgyógyászati műtéttan (vesebetegségek, prosztatatúltengés) területén elért eredményei, az általa bevezetett műtéti megoldások és érzéstelenítő eljárások nemzetközi hírnevet hoztak számára. Jelentősek a húgyvezeték radiológiai vizsgálatával kapcsolatos kutatásai is. 1901-ben az uréteren végigvezetett ezüstkatéter röntgenes vizsgálatával állapította meg a húgyút lefutását és az elzáródások helyét, ezzel megvetette a pielográfia, a vesemedence röntgenes vizsgálatának elméleti alapjait. Kezdeményezésére vezették be 1924-ben a budapesti egyetemen az urológiai szakvizsgát, s a klinikákon tanítványai közé tartoztak olyan kiemelkedő munkásságú magyar urológusok, mint Szold Endre, Huth Tivadar, Noszkay Aurél vagy Babics Antal.
Tudományos eredményei elismeréseként 1936-ban a Magyar Tudományos Akadémia levelező, 1943-ban rendes tagjává választotta, 1949–1951 között az V. (Orvosi Tudományok) Osztályának munkáját elnökölte. Az 1925-ben alakult Magyar Urológiai Társaság első elnöke és tiszteletbeli tagja, a Magyar Protestáns Irodalmi Társaságnak tiszteletbeli tagja, a Budapesti Orvosegyesületnek pedig 1939–1942 között elnöke volt. Nemzetközi elismertségének köszönhetően több külföldi társaság is tagjai sorába választotta: 1908-ban a párizsi Nemzetközi Urológiai Társaság (Société internationale d’urologie), 1910-ben az Amerikai Urológiai Társaság (American Urological Association), 1930-ban az Argentin Urológiai Társaság (Sociedad Argentina de Urología), a Német Urológiai Társaság (Deutsche Gesellschaft für Urologie) levelező, 1932-ben az Olasz Urológiai Társaság (Società Italiana di Urologia) és a Román Urológiai Társaság (Asociaţia Română de Urologie) tiszteletbeli tagja lett.

## Emlékezete
Tiszteletére az utókor Illyés Géza-emlékérmet alapított, amellyel az urológia területén kiemelkedő munkásságú orvosok életművét díjazzák, s az ő nevét vette fel a SOTE Urológiai Klinikájának fejlesztését segítő, 1992-ben létrehozott Illyés Géza Alapítvány is.

## Főbb művei
- Az urológia tankönyve, Budapest, 1906.
- Erfahrungen in der Nierenchirurgie, Berlin, 1911.
- A belgyógyászati vesemegbetegedések sebészeti kezeléséről, Budapest, 1912.
- A vesekőről, Budapest, 1912.
- Tapasztalatok a vesesebészet köréből, Budapest, 1913.
- Über Prostatahypertrophie, Berlin, 1925.
- Urológia: Gyakorló orvosok és orvostanhallgatók számára, Budapest, 1931.
- Surgical urology, I–II. köt., London, 1940.
- Az urogenitalis szervek tuberculosisa, Budapest, 1943.